# أبو بكر بن إسماعيل الشنواني

نهاية كتاب "نزهة النفوس" للشنواني، تتوفَّر المخطوطة في دار الكتب المصرية

أبو بكر بن إسماعيل بن شهاب الدين عمر بن علي بن وفاء الشنواني الشافعي النحوي (959هـ/1552م - 1019هـ/1611م)، هو نحويٌ مصريٌ من العصر العثماني، ومن أشهر نحاة عصره، يَعُدُّه مؤَرِّخو النحو العربي من نحاة المدرسة المصريَّة الشاميَّة.

## حياته
ولِدَ أبو بكر بن إسماعيل في سنة 959 من التقويم الهجري، وكانت ولادته في شنوان وهي قرية من إقليم المنوفية وإليها يُنسَب، بينما تعود أصوله إلى تونس. نشأ أبو بكر بن إسماعيل في مسقط رأسه، وشجَّعته عائلته على التعليم منذ صغره، فحفظ القرآن وبعض المتون، وعندما شبَّ انتقل إلى القاهرة، وأخذ من علمائها وشيوخها، وتتلمذ الشنواني لدى ابن قاسم العبادي، وكان شغوفاً بالنحو والشعر وتتبع آراء النحاة واختلافاتهم وشواهدهم، وتعمَّق في هذا العلم حتى صار أحد أئمة النحاة في زمنه. وعندما ذاع صيته وبلغت شهرته أرجاء البلاد اجتمع حوله عدد من الطلاب اشتهر منهم الكثير. ألَّف أبو بكر بن إسماعيل الشنواني كثيراً من المصنَّفات في مجالات مختلفة، وأغلب مصنفاته في النحو وفقه الشافعية، وجميع مؤلفاته هي حواشي وشروح لمؤلفات سابقيه، وهو يُعَدُّ من أبرز مؤلفي الحواشي والشروح في العصر العثماني. كان الشنواني شافعي المذهب صوفياً على الطريقة الشاذلية الوفائية. تُوفِّي أبو بكر بن إسماعيل الشنواني وقد بلغ من العمر ستين عاماً في صباح يوم الأحد الثالث من ذي الحجة سنة 1019 من التقويم الهجري بعد إصابته بالفالج في مدينة القاهرة.

## مؤلفاته
له المؤلفات التالية:
| - «التحفة البرية في حل ألفاظ الآجرومية» (في النحو، تتواجد مخطوطة من هذا العمل في مكتبة الأزهر). - «تعليق الدرة الشنوانية على شرح الآجرومية» (في النحو، حاشية على شرح خالد الأزهري للآجرومية). - «حاشية على أوضح المسالك إلى ألفية ابن مالك» (يشرح كتاب ابن هشام الأنصاري "أوضح المسالك إلى ألفية ابن مالك"). - «حاشية على شرح شذور الذهب لابن هشام». - «حلية أهل الكمال بأجوبة أسئلة الجلال» (رسالة يجيب فيها على مسائل نحوية طرحها جلال الدين السيوطي، تتواجد عدة نسخ غير مطبوعة من هذا العمل في دار الكتب المصرية). - « الدُّرر البهية على شرح الأزهرية» (حاشية على شرح خالد الأزهري لمقدمته الأزهرية، تتواجد نسخ من هذا العمل في مكتبة رفاعة الطهطاوي ودار الكتب المصرية). - « شرح توضيح ابن هشام المسمى بأوضح المسالك إلى ألفية ابن مالك». - «شرح ديباجة الشيخ خليل للناصر اللقاني المالكي». - «شرح منظومة الأقفهسي». - «الشهاب الهاوي على عبد الرؤوف المناوي» (يدافع فيها عن ابن قاسم العبادي ضُدَّ الانتقادات المُوجَّهة إليه من قِبَلِ عبد الرؤوف المناوي). | - « الطوالع المنيرة على بسملة عميرة». - «الفوائد الشنوانية على شرح الآجرومية» (شرح طويل للآجرومية، تتواجد أربع نسخ غير مطبوعة من هذا العمل في مكتبة الأزهر). - «قرة عيون ذوي الأفهام بشرح مقدمة شيخ الإسلام» (يشرح فيها مُقَدِّمة زكريا الأنصاري في شرح البسملة والحمدلة، تتواجد أربعة نسخ غير مطبوعة من هذا العمل في دار الكتب المصرية). - «المناهل الصافية على المناهج الكافية في شرح الشافية» (يتحدَّث عن شرح زكريا الأنصاري لشافية ابن الحاجب في التصريف، تتواجد نسختان مخطوطتان من هذا العمل في دار الكتب المصرية). - «منهاج الهدى إلى مجيب الندى» (حاشية على شرح الفاكهي ل«قطر الندى وبل الصدى» المُسَمَّى «مُجِيب الندى»، تتواجد نسختان من هذا العمل في دار الكتب المصرية، يُسَمَّى أيضًا «شرح قطر الندى»). - «المواهب الرحمانية لطلاب الآجرومية» (شرح مطول للآجرومية). - «هداية أولي الألباب إلى موصل قواعد الإعراب» (حاشية على شرح خالد الأزهري لكتاب ابن هشام الأنصاري "قواعد الإعراب"). - «هداية مجيب الندى إلى شرح قطر الندى وبل الصدى» (حاشية على شرح ابن هشام الأنصاري لكتاب «قطر الندى وبل الصدى»). |